# Space Warp
Space Warp ist die Bezeichnung eines Stahlachterbahnmodells des Herstellers Vekoma, welches erstmals am 25. Juni 2016 ausgeliefert wurde und zur neuen Generation von Launched Coasters des Herstellers zählt. Die erste Anlage eröffnete unter dem Namen Formuła im polnischen Energylandia.
Die 560 m lange Strecke, die sich über eine Grundfläche von 111 m × 71 m erstreckt, erreicht eine Höhe von 24,8 m und verfügt über drei Inversionen: einen Sidewinder und zwei Korkenzieher. Die Züge werden mittels LSM-Abschuss innerhalb von 2 s auf die Höchstgeschwindigkeit von 78 km/h beschleunigt.

## Züge
Space Warp verfügen über ein bis zwei Züge mit jeweils vier Wagen. In jedem Wagen können vier Personen (zwei Reihen à zwei Personen) Platz nehmen. Die Fahrgäste müssen mindestens 1,20 m groß sein, um mitfahren zu dürfen.

## Standorte
| Achterbahn       | Betreiber                     | Land                | Eröffnung     | Bemerkungen                                                              | Weblinks |
| ---------------- | ----------------------------- | ------------------- | ------------- | ------------------------------------------------------------------------ | -------- |
| Formuła          | Energylandia                  | Polen               | 25. Juni 2016 | Im Eröffnungsjahr fuhr die Bahn unter dem Namen Rollercoaster Formula 1. |          |
| unbekannter Name | Oriental Heritage (Zhengzhou) | Volksrepublik China | 2024          |                                                                          |          |